# Episodi di Colpevoli (prima stagione)
La prima stagione della serie televisiva Colpevoli è composta da sei episodi.
Le riprese si sono svolte prevalentemente a Berlino (ma anche a Helmstedt per l'ultimo episodio) tra il 7 aprile ed il 26 luglio 2014.
Il canale tedesco ZDF ha pubblicato sul proprio sito internet l'intera stagione il 6 febbraio 2015, per poi mandarla in onda dal 20 febbraio al 27 marzo dello stesso anno. In Italia è stata trasmessa da Rai 2 dal 10 al 24 luglio 2017, ma senza seguire l'ordine originale.
| nº | Titolo originale | Titolo italiano | Pubblicazione Germania | Prima TV Italia |
| -- | ---------------- | --------------- | ---------------------- | --------------- |
| 1  | Der Andere       | L'altro         | 6 febbraio 2015        | 17 luglio 2017  |
| 2  | Schnee           | Neve            | 6 febbraio 2015        | 24 luglio 2017  |
| 3  | Ausgleich        | Compensazione   | 6 febbraio 2015        | 24 luglio 2017  |
| 4  | Die Illuminaten  | Gli Illuminati  | 6 febbraio 2015        | 17 luglio 2017  |
| 5  | DNA              | DNA             | 6 febbraio 2015        | 10 luglio 2017  |
| 6  | Volksfest        | Festa in piazza | 6 febbraio 2015        | 10 luglio 2017  |

## L'altro
- Titolo originale: Der Andere
- Diretto da: Maris Pfeiffer
- Scritto da: Nina Grosse

### Trama
La vita sessuale dei coniugi Paulsberg trova nuova linfa grazie ad una fantasia che prevede che il marito filmi la moglie mentre ha un rapporto con un altro uomo. La loro relazione subisce però delle conseguenze così gravi da spingere Thorsten Paulsberg a causare gravi lesioni ad un ex compagno di scuola.

## Neve
- Titolo originale: Schnee
- Diretto da: Maris Pfeiffer
- Scritto da: André Georgi e Jan Ehlert

### Trama
Un anziano viene arrestato dopo che nel suo appartamento sono stati rinvenuti due etti di eroina, sostanze per tagliarla e un coltello a serramanico. Nonostante il fatto che nessuno creda che l'uomo sia uno spacciatore o un trafficante, egli non vuole fornire alcuna spiegazione. Parallelamente alla sua storia si svolge quella di una ragazza polacca incinta e del suo compagno libanese che ha rifiutato di adeguarsi ai voleri della propria famiglia.
- Per la sua interpretazione in questo episodio Hans-Michael Rehberg è stato premiato nel 2015 dall'Accademia Tedesca per la Televisione.[4]

## Compensazione
- Titolo originale: Ausgleich
- Diretto da: Maris Pfeiffer
- Scritto da: Jobst Christian Oetzmann

### Trama
L'avvocato Kronberg si reca ad Oldenburg per difendere Alexandra Läufer, rea confessa dell'omicidio del marito Thomas, ucciso nel sonno da un colpo alla testa inferto con una pesante statua. Nonostante la donna fosse stata a lungo vittima di violenze domestiche, per l'accusa le modalità del delitto non meritano attenuanti.

## Gli Illuminati
- Titolo originale: Die Illuminaten
- Diretto da: Hannu Salonen
- Scritto da: André Georgi

### Trama
In un collegio maschile, all'interno di un edificio in disuso uno studente diciassettenne rischia di morire impiccato durante un rituale ispirato agli Illuminati, mentre la sua insegnante di arte giace senza vita ai piedi delle scale.
- Altri interpreti: Jörg Hartmann (Johannes Deittert), Max Hegewald (Henry), Jannik Schümann (Lukas), Teresa Harder (Marguerite Verdier), Lisa Maria Potthoff (Anna Kremer), Godehard Giese (Jürgen Kremer), Ceci Chuh (Francesca), Merlin Rose (Max) e Til Schindler (Philipp)

## DNA
- Titolo originale: DNA
- Diretto da: Hannu Salonen
- Scritto da: Jobst Christian Oetzmann

### Trama
La felice vita di Nina e Thomas Deggert viene nuovamente sconvolta quando si ritrovano a fare i conti con un omicidio commesso sedici anni prima, quando erano due giovani senza fissa dimora che vivevano in una stazione della metropolitana berlinese.

## Festa in piazza
- Titolo originale: Volksfest
- Diretto da: Hannu Salonen
- Scritto da: André Georgi

### Trama
L'annuncio della morte del suo ex socio Carl Jacobi ricorda a Kronberg il loro primo caso insieme, quando furono chiamati a difendere un gruppo di musicisti responsabili del violento stupro di una diciassettenne.
- La sceneggiatura di questo episodio ha vinto un Bayerische Fernsehpreis (Premio TV dello stato federale bavarese) nel 2015.[5]
- Nel 2016 l'episodio è stato premiato nel corso dei New York Festivals con una silver world medal.[6]